# الرحالية
الرحالية مدينة عراقية تقع غربي بحيرة الرزازة وتتبع إداريا إلى محافظة الانبار.

## اقتصاد
يعتمد أهالي الرحالية على الزراعة والصيد وتربية الماشية مصدرًا للرزق، لكنَّهم اليوم يعتمدون علی الوظائف؛ إذ إنَّ الحياة الزراعية منعدمة، والمياه شحيحة، والكهرباء ضعيفة لا تعمل إلا بالرافعات.
تمتاز الرحالية بكثرة النخيل وتنوع التمور؛ لأن مدينة الرحالية تقع داخل واحة من النخيل، تُلقب بـ الواحة الخضراء في وسط الصحراء، يغطي النخيل معظم مساحتها المزروعة والبالغة 64352 دونم، فقد صارت هذه المنطقة المجهز الرئيس للتمور، كما تكثر فيها عيون الماء ومن أشهرها عين الزرقاء فهي تسقي أكثر من ثلاثة أرباع نخيل الرحالية، كما توجد عيون ماء أُخرى مثل عين جفة وعين البخيتي.

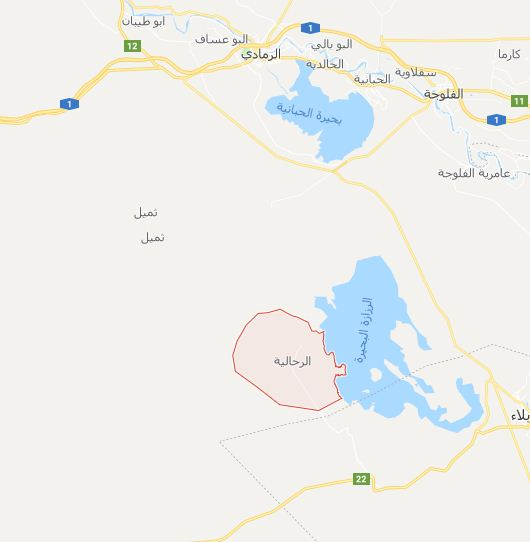

يبلغ إنتاج الواحة 12 - 14 ألف طن سنوياً، وهو من أجود أنواع التمور مثل الزهدي والخستاوي والبربن وعوينة أيوب وأدكلة أسيود والامبلاليز وغيرها.
تسكنها عشائر مختلفة، أشهرها: البيگات؛ بيگات الرحالية حفدة علي بيك، والشاهر حفدة سليمان بيك.
وآل شديد الموالي.
والبو جادر.
والحِجَّاج.
والمشهورون بالحروب ولكن لديهم نسب حُسيني.

## تاريخ
الرّحــالية واحة خضراء استولدها الرّجال من بطن الصحراء بعد مخاض عسير، وهي مدينة عراقية تتبع قضاء الرَّمادي في الجنوب الشرقي من محافظة الأنبار. وسُميت بهذا الاسم ؛ لأنها كانت تتردد إليها مجاميع من أصحاب الماشية الرحّالة يأتون إليها تارة ويرحلون عنها تارة أخرى حتى عُرفوا بالرّحاحلة ثمّ حُرّفت إلى الرّحالية. وأول من استوطنها هم السادة الحَسنية الهواشم بزعامة الأخوين علي بيگ وسليمان بيگ اللذينِ جاءا مهاجرينِ من الحجاز بسبب المعارك الطاحنة بين العلويين والعباسيين.
يقال «إنّ أول مَن سكن الرّحالية هم البيگات : علي بيگ وأخوه سليمان بيگ وفروعهما». ثمّ وردتْ إليها عشائر طيبة وأسر كريمة سكنتِ الواحةَ جنباً إلى جنبٍ مع السادة الحَسنية : البيگات والبو سليمان أشهرها : الحِجّاج، والحروب، والبو جادر، وآل شديد، وبيت دوخي، وبيت دويحس.. وأهم ما يميز عشائر الرّحالية أنهم تصاهروا فيما بينهم، فلا تكاد تجد عائلة إلا لها قرابة نسب وخؤولة مع جميع العشائر فيها.